# Clusiodes bisetosa
Clusiodes bisetosa är en tvåvingeart som beskrevs av Boris Mamaev 1974. Clusiodes bisetosa ingår i släktet Clusiodes och familjen träflugor. Inga underarter finns listade i Catalogue of Life.